# Tatsuyoshi Miki
Pour les articles homonymes, voir Miki.
Tatsuyoshi « Ryuki » Miki  (三木龍喜, Miki Tatsuyoshi), né le 11 février 1904 à Takamatsu et mort le 9 janvier 1966 à Tokyo, est un joueur de tennis japonais des années 1930.

## Carrière
Tatsuyoshi Miki est essentiellement connu pour avoir remporté le double mixte du tournoi de Wimbledon en 1934 en compagnie de la britannique Dorothy Round. Il devient ainsi le tout premier Japonais de l'histoire de son sport à remporter un tournoi du Grand chelem. En simple, il n'a jamais dépassé le stade du 3e tour. En double messieurs, il se distingue avec son compatriote Jirō Sato en 1932 lorsqu'il atteint les quarts de finale après avoir éliminé la paire australienne Jack Crawford et Harry Hopman. Toujours en 1932, il intègre l'équipe japonaise de Coupe Davis et remporte ses trois matchs de double avec Satoh face à des nations européennes.
Diplômé de l'université de Kobe, il s'installe à Londres à la fin des années 1920 où il travaille pour une sōgō shōsha. Il a rencontré de nombreux succès dans des tournois de second ordre en Angleterre.

## Palmarès (partiel)

### Titre en double mixte
|   | Date | Nom et lieu du tournoi       | Cat.      | Surf.        | Partenaire    | Finalistes                    | Score         |
| 1 | 1934 | The Championships, Wimbledon | G. Chelem | Herbe (ext.) | Dorothy Round | Dorothy Shepherd Henry Austin | 3-6, 6-4, 6-0 |